# أول اولسن فايف
أول اولسن فايف هو فلاح وسياسي نرويجي، ولد في 21 مايو 1846 في ستاينشار في النرويج، وتوفي في 26 أبريل 1930. نشط حزبياً في الحزب الليبرالي.

## مناصب
- انتخب نائب عضو برلمان النرويج  [لغات أخرى]‏ عن دائرة  خلال فترته النيابية ‏ (1906 – 1909).
- انتخب نائب عضو برلمان النرويج  [لغات أخرى]‏ عن دائرة  خلال فترته النيابية ‏ (1892 – 1894).
- انتخب نائب عضو برلمان النرويج  [لغات أخرى]‏ عن دائرة  خلال فترته النيابية ‏ (1889 – 1891).
- انتخب نائب عضو برلمان النرويج  [لغات أخرى]‏ عن دائرة  خلال فترته النيابية ‏ (1883 – 1885).
- انتخب عضو برلمان النرويج  [لغات أخرى]‏ عن دائرة  خلال فترته النيابية ‏ (1900 – 1903).